# Hattina
|  | Per l'estat luvita d'Hattina o Khattina, vegeu Patin. |

Hattina era una ciutat del país dels kashka, al nord-est d'Hattusa, no lluny de Tapikka. El rei hitita Subiluliuma I la va reconquerir abans del 1340 aC, després d'haver ocupat Anziliya i Pargalla. Va restaurar la ciutat i la va repoblar amb hitites.